# Crémenes
Crémenes est une commune d'Espagne dans la province de León, communauté autonome de Castille-et-León. Elle s'étend sur 153,12 km2 et comptait environ 589 habitants en 2015.